# 乌尔里希·卢恩
乌尔里希·卢恩（德語：Ulrich Luhn，1941年4月1日—），德国男子赛艇运动员。他曾代表西德参加1966年世界赛艇锦标赛，获得男子八人单桨有舵手金牌。